# Pelourinho de Rosmaninhal
O Pelourinho de Rosmaninhal localiza-se na freguesia de Rosmaninhal, no município de Idanha-a-Nova, distrito de Castelo Branco, em Portugal.
Encontra-se classificado como Imóvel de Interesse Público desde 1933.
Deve ter sido edificado por volta de 1510, data da concessão do foral manuelino à povoação. Assente num soco circular de três degraus, é formado por uma coluna espiralada assente numa peanha decorada com meias esferas e cordas. O remate em pinha tem nas quatro faces motivos heráldicos, entre eles as armas reais, a esfera armilar e a Cruz de Cristo. No topo, um cone esfriado e ornado por meias esferas sustenta um cata-vento férreo com uma bandeirola.